# Гипотеза Бреннана
Гипотеза Бреннана является математической гипотезой (в комплексном анализе) для оценки (при определённых условиях) интеграла степени модуля производной конформных отображений в открытый единичный диск. Гипотезу сформулировал Джеймс Бреннан в 1978 году.
Пусть W — односвязное открытое подмножество {\displaystyle \mathbb {C} } как минимум с двумя граничными точками на полной плоскости комплексного пространства. Пусть {\displaystyle \varphi } — конформное отображение W в открытый единичный диск. Гипотеза Бреннана утверждает, что
{\displaystyle \int _{W}|\varphi \ '|^{p}\,\mathrm {d} x\,\mathrm {d} y<\infty } при {\displaystyle 4/3<p<4}.
Бреннан доказал результат при {\displaystyle 4/3<p<p_{0}} для некоторой константы {\displaystyle p_{0}>3}. Бертилсон доказал в 1999 году, что гипотеза верна при {\displaystyle 4/3<p<3,422}, но гипотеза в целом остаётся открытой.